# Luis Lázaro
Luis Borja Lázaro Fernández (ur. 5 kwietnia 1988 w Madrycie) – hiszpański piłkarz występujący na pozycji napastnika w Racingu Santander.